# Завирушка Козлова
Завиру́шка Козло́ва (лат. Prunella koslowi) — вид певчих птиц рода семейства завирушковых (Prunellidae). Подвидов не выделяют.
Данный вид встречается в Китае (Внутренняя Монголия, Нинся-Хуэйский автономный район, Ганьсу), Сибири и Монголии. Точная численность популяции не известна, хотя вид описан, как достаточно редкий.
Как правило, живут в пустынных и полупустынных областях.